# ルート128

ルート128の標識

ルート128（Route 128）は、アメリカ合衆国ボストン市の環状高速道路である。全長は約92キロメートルで、路線の約半分は州間高速道路95号線と重複している。この高速道路沿線にはハイテク企業の事業所が多数立地している。

## 概要
ルート128周辺の大学または研究施設で行われている研究開発活動は活発で様々な分野のベンチャー企業を輩出している。1960年代から1980年代が最盛期だった。ルート128周辺の企業は垂直統合型の大企業が多く、ベンチャーキャピタルの投資先も大企業が多かった。

## ルート128内の主要研究大学
- マサチューセッツ工科大学
- ハーバード大学
- イェール大学
- ブラウン大学
- タフツ大学
- アムハースト大学